# Maxillaria brevis
Maxillaria brevis là một loài thực vật có hoa trong họ Lan. Loài này được (Hoehne & Schltr.) Hoehne mô tả khoa học đầu tiên năm 1947.